# 三井ホーム
三井ホーム株式会社（みついホーム）は、東京都江東区に本社を置く三井グループのハウスメーカー。三井不動産の完全子会社である。

## 沿革
- 1974年（昭和49年）10月 - 三井不動産の住宅事業を継承し、東京都中央区日本橋室町に設立。
- 1982年（昭和57年）10月 - 東京都新宿区西新宿2丁目に本店を移転。
- 1993年（平成5年）2月 - 東京証券取引所第2部に上場。
- 1994年（平成6年）9月 - 東証1部に指定替え。
- 2003年（平成15年）5月 - 東京都新宿区西新宿6丁目に本店を移転。
- 2010年（平成22年）5月 - 東京都新宿区西新宿2丁目に本店を移転。
- 2014年（平成26年）4月 - 工法名称を「ツーバイフォー」から「プレミアム・モノコック構法」に変更。
- 2018年（平成30年）
  - 9月26日 - 三井不動産が株式公開買付けにより、94.83%の株式を取得[2]。
  - 10月12日 - 東京証券取引所第1部上場廃止[3]。
  - 10月17日 - 株式売渡請求により、三井不動産の完全子会社となる[4]。
- 2020年（令和2年）7月1日 - 創業当初からのシンボルマークを継承しつつ、字体を細くし、シンボルマークの下に「MITSUI HOME」ロゴを追加するなどロゴデザインが刷新され、新たなブランドスローガンとして「憧れを、かたちに。」を制定[5]。
- 2024年（令和6年）2月29日 - 独自の木造技術の総称として、木造化技術ブランド「MOCX」の立ち上げを発表[6]。
- 2024年（令和6年）5月 - 東京都江東区新木場1丁目に本社を移転[7]。

## 事業展開
- 三井ホームの事業には、注文住宅、賃貸住宅、大規模木造施設建築、医院建築、建売請負などがある。
- 企業理念は、“暮らし継がれる よろこびを未来へ”。
- ブランドコピーは、“憧れを、かたちに。”
- 全国高等学校サッカー選手権大会の1992年大会～2010年大会スポンサーでもあった。（2011年大会はスポンサーにならずトヨタ自動車が当社に変わって大会スポンサーになる。）

## グループ会社
- 会社名の通り三井グループの企業であり、三井不動産の子会社（三井不動産グループ）である（2018年から完全子会社）。三井グループ各社の役員間の相互親睦と情報交換を目的とする会合である月曜会にも加盟している。
- 「三井ホームグループ」に属する現在の子会社は冒頭記載の通り。過去の子会社には、三井ホームサービス（三井ホームインテリアと合併し、三井デザインテック商号変更）、三井デザインテック（現在は三井不動産直接保有子会社）、三井ホームインテリア（吸収合併）、三井ホームテクノス（吸収合併[8]）、三井ホームコンポーネント（吸収合併[9]）、三井ホームデザイン研究所（吸収合併[10]）などがある[11]。

## 許認可登録
- 建設業許可／国土交通大臣許可（特-24）第8030号
- 宅地建物取引業者免許／国土交通大臣（11）第2531号構法

## 広告活動

### テレビ番組
2018年ごろから「三井不動産」名義で親会社のCMとともに出稿するようになった。
現在
- ワールドビジネスサテライト（テレビ東京系列）
- たけしのニッポンのミカタ!（テレビ東京系列）
- 1億人の大質問!?笑ってコラえて!（日本テレビ系列）

など
過去
- 月曜ドラマスペシャル（TBS系列）
- FNNニュースレポート23:00（フジテレビ系列）
- 全国高等学校サッカー選手権大会（日本テレビ系他、1991年 - 2009年）
- ザ!鉄腕!DASH!!（日本テレビ系列）当時は同業者のセキスイハイムが提供していた。
- 世界の家（TBS系列、毎週日曜22:54～22:58　1993年－1997年9月）※TBSビジョン製作
- FNNレインボー発（秋田テレビ）

### ラジオ番組
- 三井ホームpresents Curators（キュレーターズ）（TOKYO FM）

### テレビCM
- 震度7に60回耐えた家
- TOP OF DESIGN

CMモデルには、1983年から一時中断期間を含め30年にわたり吉永小百合を起用していた。2005年には黒田知永子、2014年には菅野美穂を起用していた。

## 加盟する団体
- 一般社団法人日本ツーバイフォー建築協会
- 一般社団法人住宅生産団体連合会
- 一般財団法人住宅生産振興財団
- 一般社団法人プレハブ建築協会（準会員）
- 一般社団法人不動産協会
- 公益社団法人インテリア産業協会